# Мавзолей Хумаюна
Мавзоле́й Хумаю́на (хинди हुमायूँ का मकबरा, урду ہمایون کا مقبرہ‎) — усыпальница могольского падишаха Хумаюна в Дели, построенная по заказу его вдовы Беги Бегум, также известной как Хаджи Бегум. Первый династический мавзолей Великих Моголов.
Строительство мавзолея началось в 1562 году и закончилось в 1571 году. В архитектурном отношении представляет собой связующее звено между Гур Эмиром, где погребён Хумаюнов предок Тамерлан, и строившимся по заказу его правнука Шах-Джахана мавзолеем Тадж-Махал. Зодчими считаются персидские архитекторы Мирак Мирза Гияс (Гиясуддин) и его сын Сайид Мухаммад, которых выбрала императрица Бега Бегум. Ранее они работали на Хусейна Байкару в Герате, а также занимались возведением садов в тимуридском стиле для узбекского правителя Бухары.
Мавзолей Хумаюна включён в список Всемирного наследия ЮНЕСКО.

## Галерея

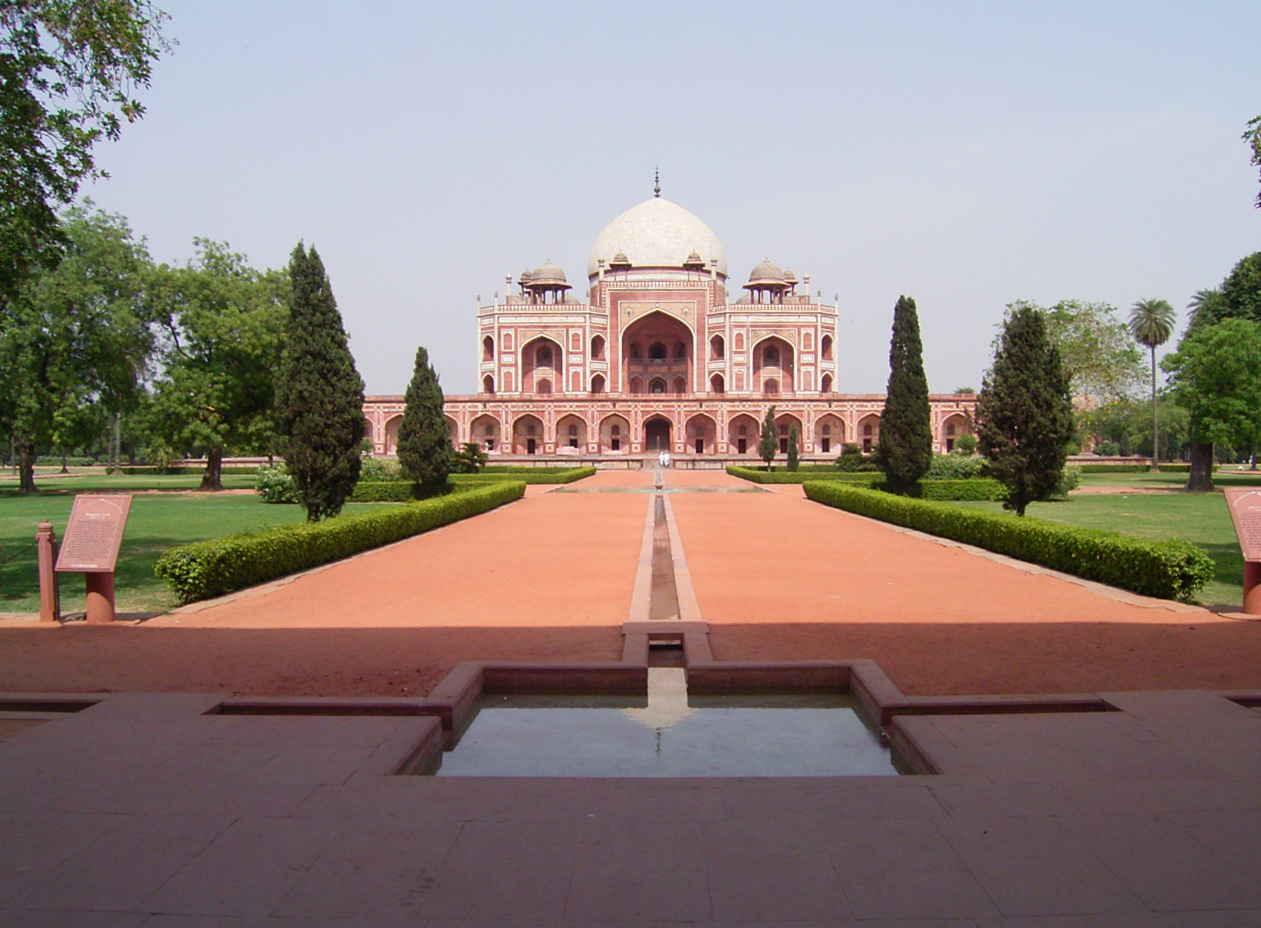
Сады вокруг мавзолея Хумаюна
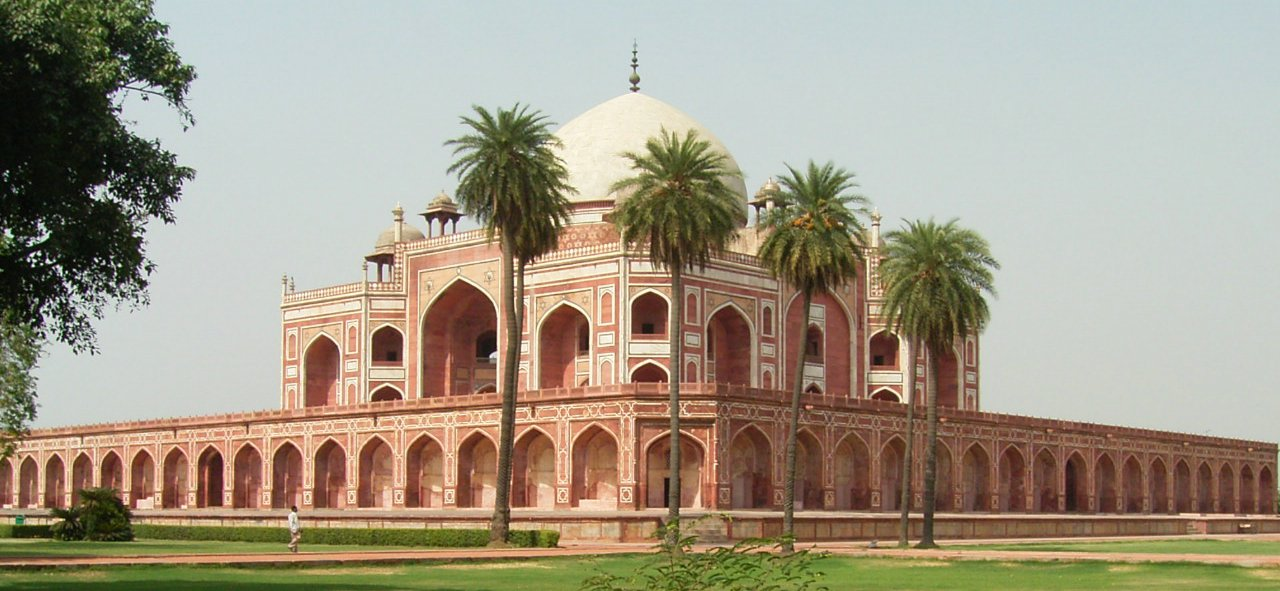
Фасад мавзолея Хумаюна
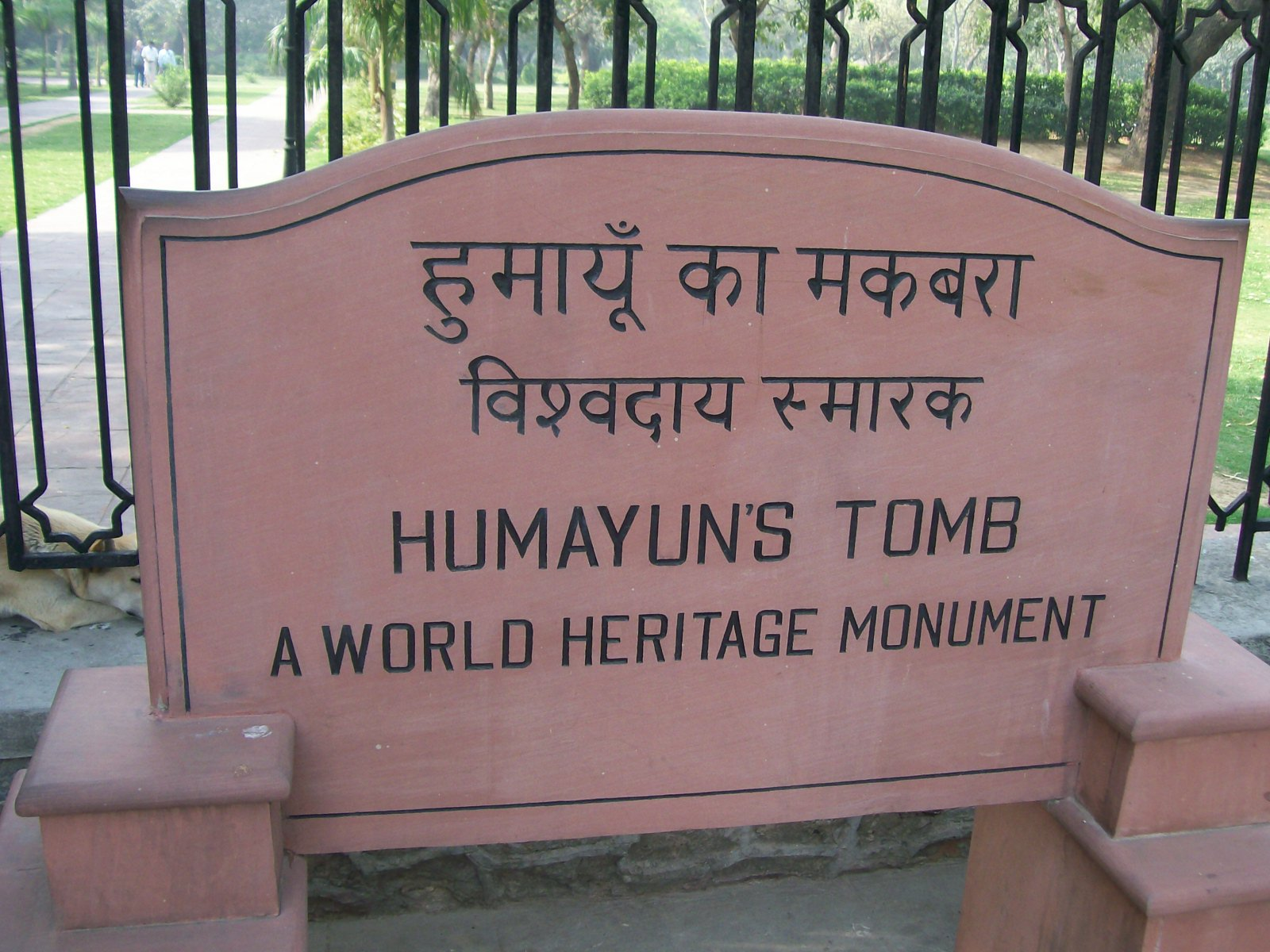
Вход в мавзолей Хумаюна